# Nueva Providencia (västra Ocosingo kommun)
Nueva Providencia är en ort i Mexiko.   Den ligger i kommunen Ocosingo och delstaten Chiapas, i den sydöstra delen av landet, 800 km öster om huvudstaden Mexico City. Nueva Providencia ligger 869 meter över havet och antalet invånare är 171.
Terrängen runt Nueva Providencia är varierad. Runt Nueva Providencia är det glesbefolkat, med 16 invånare per kvadratkilometer. Närmaste större samhälle är Ocosingo, 7,4 km nordväst om Nueva Providencia. I omgivningarna runt Nueva Providencia växer i huvudsak städsegrön lövskog.